# Рахбаліт
32°47′36″ пн. ш. 35°01′59″ сх. д. / 32.79323° пн. ш. 35.03313° сх. д.
Рахбаліт (івр. ‏רכבלית‏‎, від івр. רכבל) — пасажирська канатна дорога в Хайфі (Ізраїль), що є частиною системи громадського транспорту в цьому місті. Лінію канатної дороги, що сполучає Центральну автобусну станцію Мерказіт ха-Міфрац, Техніон і Хайфський університет і налічує в довжину 4,4 км, планується здати в експлуатацію в жовтні 2021 року. На лінії одночасно перебувають 150 кабін-вагончиків місткістю 10 посадочних місць кожен.

## Структура і експлуатація

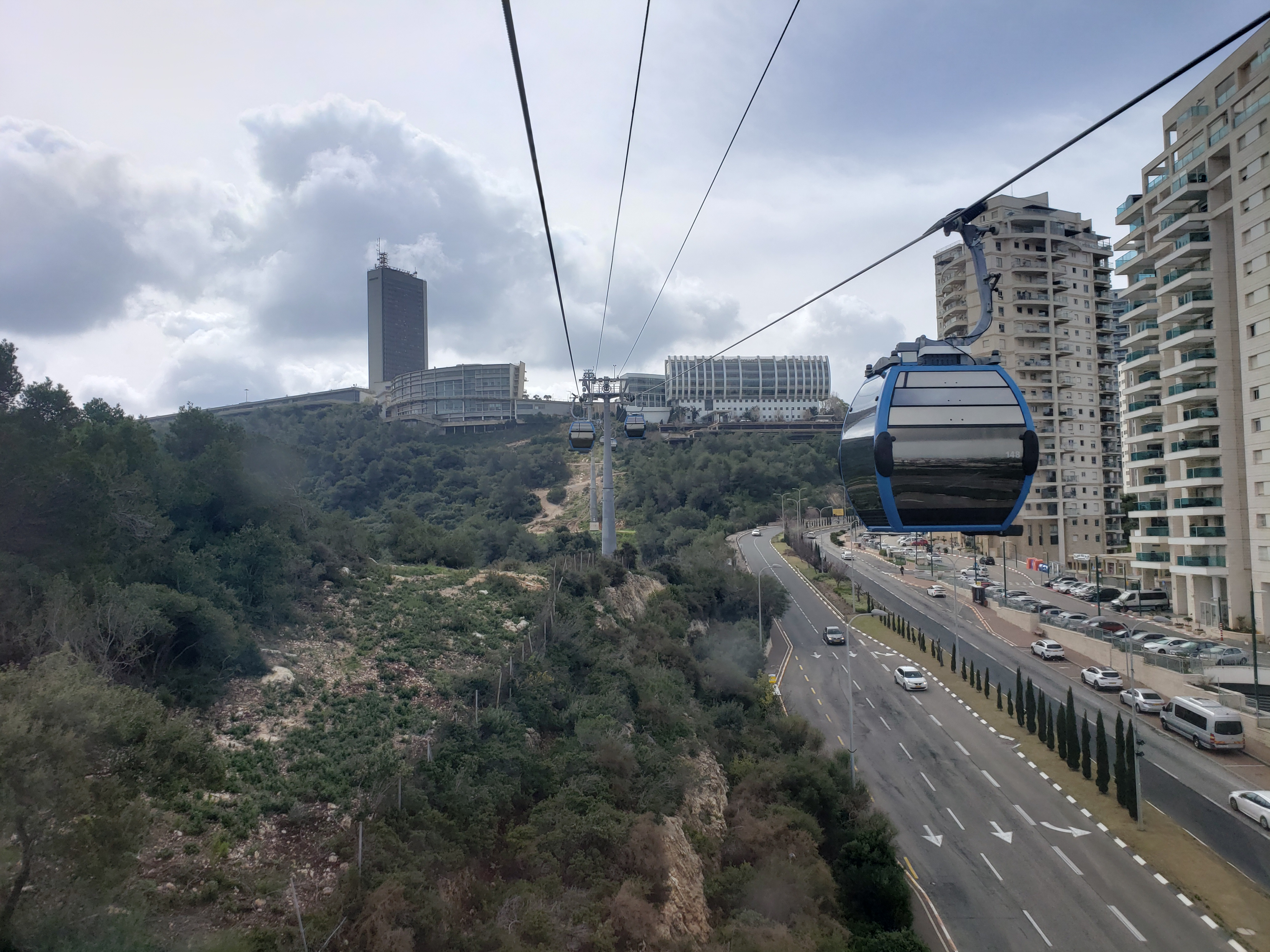
Вид у бік Хайфського університету

На лінії «Рахбаліт» діють 6 станцій, з яких три (при транспортному терміналі Лев-ха-Міфрац, в Техніон і Хайфському університеті) призначені для посадки і висадки пасажирів. Три інших станції — ще одна на території Техніона, а також на вулиці Дорі і на розв'язці Чек-пост — виконують тільки технічні функції. Загальна протяжність лінії між кінцевими станціями — близько 4,4 км. Різниця висот між станціями в університеті і терміналі Лев-ха-Міфрац — близько 460 м. Кількість несучих опор — 36, висота опор в залежності від рельєфу місцевості коливається від 4 до 30 м. Спочатку планувалося, що на лінії будуть задіяні 76 вагончиків-кабін місткістю до 10 посадкових місць, які зможуть перевозити до 2400 пасажирів на годину, але пізніше було повідомлено, що число кабін складе 150. Розрахунковий час поїздки від терміналу Лев-ха-Міфрац до Техніона — 10 хвилин, стільки ж становить час поїздки від Техніона до університету.
Експлуатація лінії за результатами проведення конкурсу покладено на компанію Cable Express. Лінія «Рахбаліт» інтегрована в систему громадського транспорту Хайфи, вартість проїзду відповідає вартості проїзду в інших засобах громадського транспорту в місті, до оплати приймається проїзний квиток «Рав-кав».

## Історія
Проєкт споруди пасажирської канатної дороги в Хайфі обговорювалося близько десятиліття, і його втілення неодноразово відкладалося через заперечення міського керівництва або природоохоронних організацій. У підсумку тільки в червні 2017 року було закладено символічний перший камінь. а в кінці того ж року оголошено конкурс на будівництво. Вартість проекту була оцінена в 330 млн шекелів, які були закладені в бюджет міністерства транспорту. Ведення проекту було покладено на міську компанію «Йефе Ноф», в будівництві також брала участь австрійська фірма «Доппельмайр», що спеціалізується на прокладанні канатних доріг. У березні 2018 року в результаті голосування учнів старших класів шкіл Хайфи і відвідувачів інтернет-сайту мерії Хайфи будується канатна дорога отримала ім'я «Рахбаліт» — за аналогією з уже діючими в місті транспортними системами «Кармеліт» і «Метроніт».
Установка опор на лінії канатної дороги почалася в лютому 2019 року. Після початку пандемії COVID-19 австрійські працівники повернулися на батьківщину, що призвело до припинення будівельних робіт. У липні 2020 року, попри опір мера Хайфи Ейнат Каліш-Ротем, проект був переданий у відання державної компанії «Нетів Ісраель». У квітні 2021 року почалася тестова експлуатація лінії з використанням 60 кабін. Оголошено, що початок пасажирських перевезень почнеться в жовтні 2021 року — з початком навчального року у вищих навчальних закладах.